# Walther Graef
Walther Graef, född 8 februari 1873, död 17 augusti 1937, var en tysk politiker.
Graef var 1907-1912 medlem av riksdagen, där han tillhörde konservativa partiet. 1920 blev han åter invald i riksdagen, och tillhörde då tysknationella folkpartiets mer framstående män.